# Воропанщина
Воропанщина (бел. Варапаншчына) — упразднённая деревня в Браславском районе Витебской области Беларуси.

## География
Урочище находится в западной части Витебской области, к югу от автодороги Н-2103, на расстоянии приблизительно 11 километров (по прямой) к юго-востоку от города Браслав, административного центра района. Абсолютная высота — 133 метра над уровнем моря.

## История
В 1890 году являлась центром Воропанщинской волости.
По состоянию на 1905 год, в деревне проживало 116 человек (65 мужчин и 51 женщина). В административном отношении входила в состав Иодской волости Дисненского уезда Виленской губернии.
В 1921 году входила в состав гмины Йоды Дисенского повета Виленского воеводства Второй Польской республики. Числилось 110 жителей (55 мужчин и 55 женщин), проживавших в 20 домах. В этническом составе населения того периода белорусы составляли 60 %, поляки — 34,5 %. В конфессиональном составе населения преобладали католики (99 %), также были представлены православные христиане (1 %).